# Star Trek: Of Gods and Men
Star Trek: Of Gods and Men (OGaM) é um filme fã de três partes não oficial de Star Trek que contém muitos membros do elenco das séries de TV e filmes Star Trek. É descrito por seus produtores como um "presente do 40º aniversário" dos atores de Star Trek para seus fãs. Foi filmado em 2006, mas seu lançamento foi adiado até 2007-2008. Ele não é oficialmente endossado pelos detentores de direitos de Star Trek, mas foi coberta no site oficial de Star Trek.

## Enredo
Situado no ano 2305, a Capitã Nyota Uhura participa na inauguração duma nova USS Enterprise (NCC-1701-M), uma réplica da NCC-1701 original. Ela é projetado como uma nave de museu e uma homenagem a todos os que serviram na Enterprise original, especialmente ao sacrifício do capitão James T. Kirk. Uhura reúne-se com Pavel Chekov e John Harriman, capitão da USS Enterprise (NCC-1701-B), quando eles descobrem anomalias que emanam de um velho "amigo" na carcaça do planeta do Guardião da Eternidade. Chegando lá, o trio encontra um velho e vingativo Charlie Evans que está determinado a alterar o cronograma e evitar o nascimento de Kirk (como ele é incapaz de matar Kirk devido ao ser perdido no Nexus). Evans altera e linha do tempo. A galáxia Via Láctea está sendo governada pela Ordem Galáctico, uma organização militarista semelhante ao Império Terrano do Universo Espelho. A Ordem Galáctico está sendo liderada por um ser misterioso. Uhura e Tuvok (os dois têm uma relação semelhante à Kathryn Janeway e Tuvok no universo principal) estão em Vulcano, protegidos. Chekov é um combatente da liberdade e Harriman é um assassino em massa de trabalho para a Ordem. Após Tuvok e Uhura escapam da destruição de Vulcano nas mãos de Harriman, eles chegam em sua nave e Tuvok é capaz de restaurar parcialmente as memórias de Uhura e Chekov que trabalham em conjunto, juntamente com um homem chamado Ragnar para capturar Harriman e voltar para o Guardião. Eles conseguem descobrir Evans no planeta. Charlie entende as implicações de seu ato e agora está muito triste. Ele restaura plenamente as memórias de todos os três e está prestes a corrigi-lo, mas o trio são transmitidas pela tripulação Harriman a ser executado sob as ordens do Gary insano Mitchell, o líder da Ordem Galáctica. Eles escapam com a ajuda de Ragnar e enquanto Harriman e Chekov distrair a Ordem Galáctica e as forças rebeldes, Uhura retorna ao planeta para Charlie e é seguido por Mitchell. Mitchell luta com Charlie e vence por ser distraindo-o com Janice Rand. No entanto, ele percebe que Chekov (a quem ele é depois) não está lá e vai embora. Uhura convence Evans de usar o que sobrou de sua força para reparar a linha do tempo. Evans passa pelo Guardião e viaja para o futuro para matar seu próprio passado (um buraco enredo, mas ainda assim…), restaurando a linha do tempo original. Os personagens principais vão a Vulcano para celebrar o casamento de Uhura. Chekov recebe um tribble como um presente e não está muito satisfeito, embora ele está aliviado quando ele descobre que foi castrado.

## Elenco
| Ator/atriz           | Personagem                                  |
| -------------------- | ------------------------------------------- |
| Walter Koenig        | Capitão Pavel Chekov / Kittrick             |
| Nichelle Nichols     | Capitã Nyota Uhura                          |
| Alan Ruck            | Capitão John Harriman                       |
| Garrett Wang         | Comandante Garan                            |
| William Wellman, Jr. | Charlie Evans                               |
| J. G. Hertzler       | Koval, um Klingon                           |
| Tim Russ             | Tuvok                                       |
| Gary Graham          | Ragnar                                      |
| Chase Masterson      | Xela, uma Orion                             |
| Daamen Krall         | Gary Mitchell                               |
| Crystal Allen        | Yara                                        |
| Ethan Phillips       | Data Clerk                                  |
| Cirroc Lofton        | Sevar, um vulcano                           |
| Lawrence Montaigne   | Stonn                                       |
| Grace Lee Whitney    | Janice Rand                                 |
| James Cawley         | Comandante Kirk (sobrinho de James T. Kirk) |
| Herbert Jefferson    | Captain Galt                                |
| Jeffrey Quinn        | Helmsman, un romulano                       |
| Bobby Quinn Rice     | G.S.S. Oficial Klingon/Oficial Romulano     |
| John Carrigan        | Kel'mag, um Klingon                         |
| Jack Donner          | Sem nome                                    |
| Tania Lemani         | Sem nome                                    |
| Celeste Yarnall      | Sem nome                                    |

## Estreia
- Parte 1: 22 de dezembro de 2007.[4]
- Parte 2: 15 de março de 2008.[5]
- Parte 3: 15 de junho de 2008.[6]